# LMG-860
A LMG-860 é uma rodovia que liga Guarani a Descoberto, os dois estando dentro da mesma mesorregião, mas em microrregiões diferentes. Ela tem sua extensão denominada como "Rodovia Deputado Elmo Braz Soares" e tem por volta de 21 quilômetros de distância.